# 856
856 (DCCCLVI) var ett skottår som började en onsdag i den julianska kalendern.

## Händelser

### December
- December  –  En kraftig jordbävning i grekiska Korinth dödar minst 45 000 människor.
- 22 december  –  En kraftig jordbävning i Dāmghān, i dagens Iran dödande 200 000
- 28 december – Från sitt vinterläger i Jeufosse vid Seine intar och bränner danska vikingar Paris.

### Okänt datum
- Den engelske kungen Æthelwulf blir avsatt som kung av Wessex av sin son Æthelbald, som själv utropar sig till kung. Æthelwulf förblir dock kung över östligaste delen av Wessex och Kent till sin död två år senare.
- I den Aghlabidiska dynastin efterträds Muhammad I Abul-Abbas ibn al-Aghlab Abi Affan av Ahmad ibn Muhammad.

## Födda
- 24 oktober – Li Keyong, kinesisk guvernör.

## Avlidna
- Maurus Hrabanus, tysk benediktinermunk, abbot i Fulda, teolog, ärkebiskop i Mainz och psalmförfattare.